# Microrégion d'Araraquara
La microrégion d'Araraquara est l'une des deux microrégions qui subdivisent la mésorégion d'Araraquara de l'État de São Paulo au Brésil.
Elle comporte 15 municipalités qui regroupaient 493 407 habitants en 2006 pour une superficie totale de 6 266 km².

## Municipalités[1]
- Américo Brasiliense
- Araraquara
- Boa Esperança do Sul
- Borborema
- Dobrada
- Gavião Peixoto
- Ibitinga
- Itápolis
- Matão
- Motuca
- Nova Europa
- Rincão
- Santa Lúcia
- Tabatinga
- Trabiju